# Premium Rush

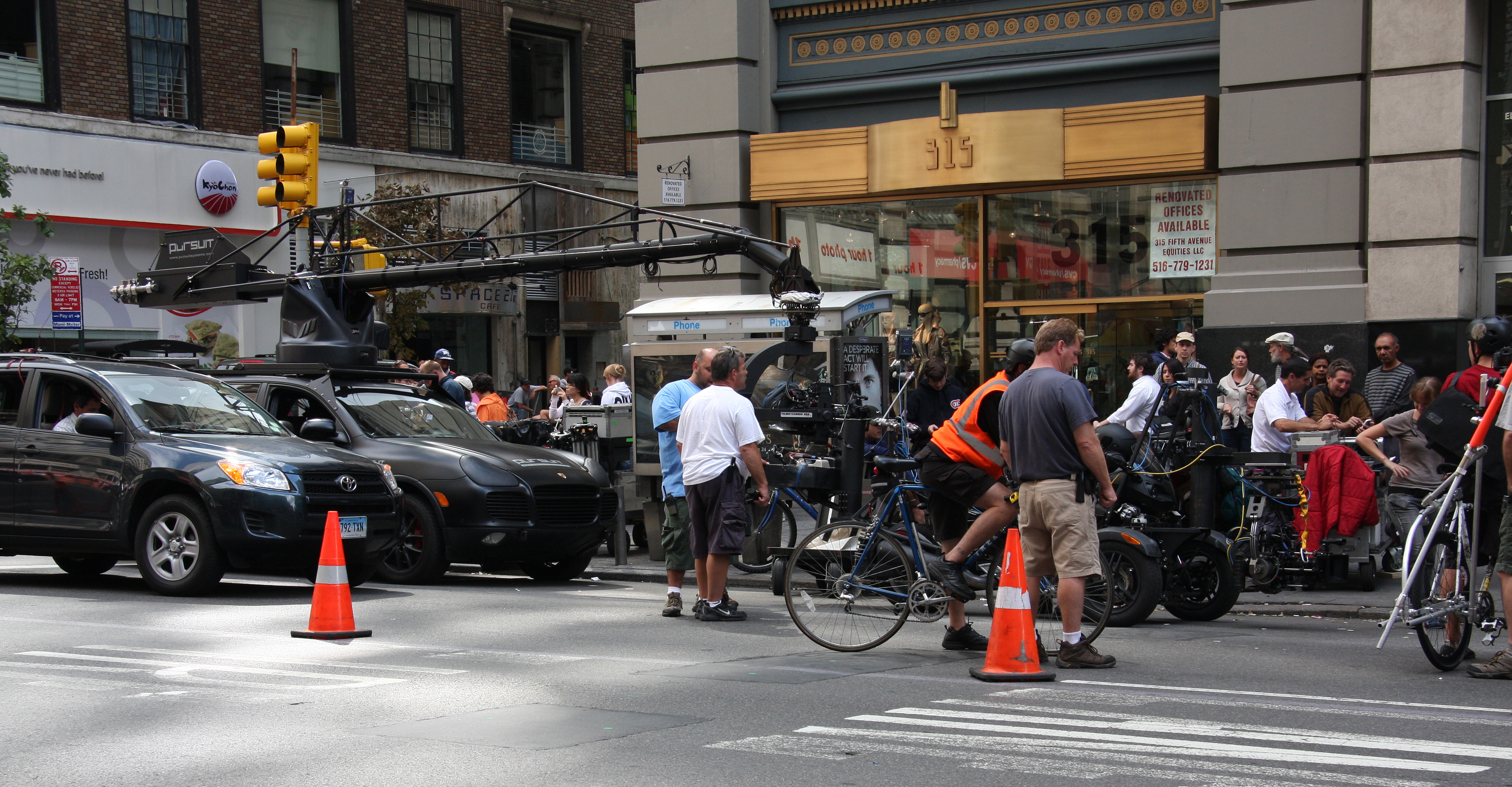
El equipo de filmación se prepara para filmar una escena de la película Premium Rush en Manhattan, Nueva York, 2010

Premium Rush es una película estadounidense de acción y suspenso dirigida por David Koepp y escrita por Koepp y John Kamps. La película está protagonizada por Joseph Gordon-Levitt, Michael Shannon, Dania Ramírez y Jamie Chung. Fue estrenada el 24 de agosto de 2012 por Columbia Pictures.

## Sinopsis
En la ciudad de Manhattan, Wilee, un mensajero ciclista debe hacer una entrega urgente, sin embargo los problemas llegarán cuando un policía corrupto se interponga en su camino y lo lleve a romper los límites de velocidad para entregar una misteriosa carta, cuyo contenido en su interior es desconocido.

## Reparto
- Joseph Gordon-Levitt como Wilee.
- Michael Shannon como Detective Robert "Bobby" Monday.
- Dania Ramírez como Vanessa.
- Wolé Parks como Manny.
- Aasif Mandvi como Raj.
- Jamie Chung como Nima.
- Ashley Austin Morris como receptionista.
- Christopher Place como Oficial Roselli Armstrong.
- Henry O como Mr. Leung
- Boyce Wong como Mr. Lin
- Brian Koppelman como Loan Shark.
- Kevin Bolger como Squid.
- BoJun Wang como Hijo de Nima.
- Sean Kennedy como Marco.
- Kym Perfetto como Polo.
- Anthony Chisholm como Tito.
- Lauren Ashley Carter como Phoebe.
- Aaron Tveit como Kyle.
- Darlene Violette como Debra.
- Mario D'Leon como Moosey.
- Djani Johnson como Johnny.
- Wai Ching Ho como Hermana Chen.

## Producción
La fotografía principal comenzó a mediados de julio de 2010 y terminó a principios de septiembre de 2010 en la Ciudad de Nueva York. Gordon-Levitt fue herido durante el rodaje, el 1 de agosto de 2010, cuando él choco accidentalmente contra la parte trasera de un taxi. El impacto envió a Gordon-Levitt volando hacia el parabrisas trasero del taxi, pero a pesar del impacto, afortunadamente el actor salió casi ileso del accidente, pero también sufrió una serie de cortadas leves su brazo derecho, debido a los vidrios quebrados del parabrisas, tras eso el actor mencionó con buen humor que a pesar de ese hecho fue una increíble experiencia, también envió en mensaje a la cámara sobre la importancia de tener mucho cuidado al manejar bicicleta y siempre portar sus instrumentos de protección y seguridad, donde minutos después fue llevado al hospital más cercano de Nueva York y fue necesario la aplicación de 31 puntos para suturar las heridas. Una foto de las consecuencias de ese accidente se incluyó como una escena durante los créditos de la película. Varios lugares de rodaje incluyen la Universidad de Columbia, Central Park y Calle Canal.